# Ahmet Örken
Ahmet Örken (Çumra, 12 de marzo de 1993) es un ciclista profesional turco que milita en el equipo Spor Toto Cycling Team. Representó a su país en los Juegos Olímpicos de Río de Janeiro 2016.

## Palmarés
| 2013 - 1 etapa de la Vuelta a Marruecos - 2 etapas de la Vuelta a Serbia 2014 - Campeonato de Turquía Contrarreloj - 1 etapa de la Vuelta al Lago Qinghai 2015 - 1 etapa de la Vuelta a Marruecos - 1 etapa del Tour del Mar Negro - Campeonato de Turquía Contrarreloj - Tour de Mevlana, más 3 etapas - Tour de Aegean, más 2 etapas 2016 - Campeonato de Turquía Contrarreloj - 2.º en el Campeonato de Turquía en Ruta 2017 - Les challenges Marche Verte-G. P. Al Massira - 1 etapa de la Vuelta a Serbia - Campeonato de Turquía Contrarreloj - 3.º en el Campeonato de Turquía en Ruta - 2 etapas de la Vuelta al Lago Qinghai 2018 - 2 etapas del Tour de Mevlana - Campeonato de Turquía Contrarreloj - 1 etapa del Tour de Capadocia | 2019 - 1 etapa del Tour de Mesopotamia - Campeonato de Turquía Contrarreloj - Campeonato de Turquía en Ruta - Tour de Anatolia Central, más 1 etapa - 1 etapa del Tour de Mevlana - Fatih Sultan Mehmet Kirklareli Race 2021 - Campeonato de Turquía Contrarreloj - 3.º en el Campeonato de Turquía en Ruta 2022 - Campeonato de Turquía Contrarreloj 2023 - 1 etapa de la Kırıkkale Road Race - 2.º en el Campeonato de Turquía en Ruta - Campeonato de Turquía Contrarreloj - 1 etapa del Tour del 100.º Aniversario de la República 2024 - Campeonato de Turquía Contrarreloj - 1 etapa de la Vuelta al Lago Qinghai |